# Instituto de Tecnología de Osaka
El Instituto de Tecnología de Osaka (OIT, 大阪工業大学 Ōsaka kōgyō daigaku) es una universidad privada ubicada en Prefectura de Osaka, Japón. Su campus principal (Omiya Campus) está ubicado en Asahi-ku (Osaka). También hay otro campus ubicado en Hirakata.

## Historia
El instituto fue creado en 1922 por Kyosaburo Honjo (本庄京三郎). Originalmente llevaba el nombre de Instituto Técnico de Kansai(関西工学専修学校), en 1940 cambió su nombre a Escuela de Ingeniería Kansai (関西高等工業学校) y pasó a convertirse en universidad de tres años para hombres de entre 17 a 20 años. La Escuela de Ingeniería Kansai fue renombrada nuevamente pasando a convertirse en la 
Escuela de Ingeniería Setsunan en 1942, y más tarde en 1944 fue nuevamente renombrada como Escuela Técnica de Ingeniería Setsunan (摂南工業専門学校)
En abril de 1949 la Escuela Técnica de Ingeniería Setsunan se convirtió en el Instituto Setsunan de Tecnología (摂南工業大学), una universidad de cuatro años que funcionaba bajo los nuevos sistemas de educación Japoneses. En octubre de 1949 el instituto fue renombrado por última vez, pasando a ser el Instituto de Tecnología de Osaka
En un principio el instituto tenía una facultad: La Facultad de Ingeniería, que constaba de tres departamentos (Ingeniería Civil, Arquitectura e Ingeniería Eléctrica). Posteriormente el instituto añadió las siguientes facultades y escuelas de posgrado:
- 1965: Escuela de posgrado
- 1967: Doctorados
- 1996: Facultad de Información Ciencia y Tecnología
- 2003: Facultad de Propiedad Intelectual

## Facultades (Escuelas de Pregrado)
- Propiedad intelectual (en Omiya)
  - Departamento de Propiedad Intelectual
- Ingeniería (en Omiya)
  - Departamento de Ingeniería Civil y Diseño Urbano
  - Departamento de Ingeniería Ambiental
  - Departamento de Diseño y Arquitectura
  - Departamento de Arquitectura
  - Departamento de Gestión Tecnológica
  - Departamento de Ingeniería Mecánica
  - Departamento de Ingeniería Biomédica
  - Departamento de Ingeniería de Sistemas Eléctricos y Electrónicos
  - Departamento de Electrónica, Ingeniería de la Información y Comunicación
  - Departamento de Química Aplicada
- Información, Ciencia y Tecnología (en Hirakata)
  - Departamento de Ciencias de la Computación
  - Departamento de Sistemas de Información
  - Departamento de Ciencia de los Medios
  - Departamento de Redes de Información

## Escuelas de posgrado
- Propiedad Intelectual (Licenciatura Profesional)
  - Ingeniería en Propiedad Intelectual
- Ingeniería (Maestría y Doctorado)
  - Ingeniero Civil y Diseño Urbano
  - Ingeniero Ambiental
  - Ingeniero en Arquitectura
  - Ingeniero en Gestión Industrial
  - Ingeniero Mecánico
  - Ingeniería en Biomédicina
  - Ingeniero Eléctrico y Electrónico
  - Licenciado en Química Aplicada
- Información, Ciencia y Tecnología (Cursos de Maestría y Doctorado)
  - Ingeniero en Ciencia de la Información y Tecnología

## Institutos
- Laboratorios de Ingeniería de Yawata (en Hirakata)
  - Structure Research Center
  - Centro de Investigación Hidráulica
  - Centro de Investigación de Alta Tensión
- Centro de Investigación de Ingeniería Médica
- Centro de Soluciones Ambientales
- Nanomaterials Microdevices Research Center
- Centro de Riesgo biológico
- Centro de Gestión de Monodzukuri

## Universidades asociadas
- Australia
  - Queensland University of Technology
  - Swinburne University of Technology
- Austria
  - Technische Universität Wien
- China
  - Tsinghua University
  - Tongji University
  - Zhejiang University
  - City University of Hong Kong
- Finlandia
  - Tampere University of Technology
- Alemania
  - Technische Universität München
  - Universität der Bundeswehr München
  - Bergische Universität Wuppertal
- Indonesia
  - University of Palangka Raya
- Malasia
  - Universiti Teknologi Malaysia
- Países Bajos
  - Delft University of Technology
- Noruega
  - University of Stavanger
- Polonia
  - Wrocław University of Technology
- Arabia Saudita
  - King Abdulaziz University
- Corea del Sur
  - Daejeon University
- España
  - University of Salamanca
  - Universidad Politécnica de Madrid
- Taiwán
  - National Taipei University of Technology
  - National Taiwan University of Science and Technology
  - National Tsing Hua University
  - National Formosa University
  - National Yunlin University of Science and Technology
  - National Kaohsiung First University of Science and Technology
  - Southern Taiwan University of Science and Technology
  - Shih Hsin University
  - Tatung University
- Tailandia
  - Thammasat University
  - Thai-Nichi Institute of Technology
- Estados Unidos
  - San Jose State University
  - Rice University
  - Clemson University
  - Angelo State University
- Vietnam
  - Đà Nẵng University of Science and Technology